# Max Gutermuth
Max Gutermuth (* 16. Juni 1858 in Pappenheim; † 10. März 1943 in Darmstadt) war ein deutscher Maschinenbauingenieur und Hochschullehrer.

## Leben
Max Friedrich Gutermuth wurde 1858 im mittelfränkischen Pappenheim geboren. Nach der Reifeprüfung studierte er Maschinenbau an der Technischen Hochschule München. Anschließend arbeitete er im Staatsdienst des Königreichs Bayern in den Zentralwerkstätten in Nürnberg. Ab 1881 war er zunächst Assistent an der Technischen Hochschule München und noch im gleichen Jahr an der Technischen Hochschule Aachen. Dort habilitierte er sich 1887 und wurde am 27. Februar 1887 zum Privatdozenten ernannt. Ab 1888 war er ordentlicher Professor für Maschinenbau in Aachen. 1896 wurde er auf eine Professur für Maschinenbau an die Technische Hochschule Darmstadt berufen. Er übernahm ab dem Wintersemester 1896/1897 den Lehrstuhl für Wärmekraftmaschinen von Ernst Reichel. Mit diesem Lehrstuhl war die Leitung des Kraftwerks der Hochschule und des Maschinenbaulaboratoriums I verbunden. Auf seine Planung ging die Ausstattung des 1901–1904 nach Entwurf von Georg Wickop erbauten neuen Maschinenhauses an der Magdalenenstraße zurück. In diesem Maschinenbaulaboratorium wurde die erste auf dem europäischen Kontinent gebaute vierstufige Dampfturbine aufgestellt.
Von 1903 bis 1907, von 1912 bis 1915 und von 1921 bis 1924 war Gutermuth Dekan der Abteilung Maschinenbau bzw. der Abteilung Maschinenbau und Papieringenieurwesen der Hochschule. Von 1905 bis 1907 hatte er das Amt des Rektors inne. Am 2. Mai 1910 wurde die Hessische Flugstudiengesellschaft in Darmstadt unter maßgeblicher Beteiligung von Gutermuth gegründet. In diesem Verein fanden sich flugbegeisterte Schüler und Studenten um seinen Sohn Hans Gutermuth zusammen und bauten u. a. Fluggleiter. Aus dieser Gruppe ging 1920 wiederum auf Initiative von Gutermuth die Darmstädter Akaflieg hervor. Zum 31. März 1927 wurde er auf eigenen Antrag emeritiert.
Max Gutermuth war Mitglied im Verein Deutscher Ingenieure (VDI) und in dessen Frankfurter Bezirksverein aktiv. Er besaß zwei Dutzend Patente.

## Ehe und Familie
Gutermuth war seit 1891 mit Eugenie Flocke verheiratet. Aus der Ehe ging u. a. der Sohn Hans Gutermuth hervor.

## Ehrungen
- 1903: Charakter als Geheimer Baurat
- 1913: Verleihung des Ehrenkreuzes des großherzoglich hessischen Verdienstordens Philipps des Großmütigen
- 1925: Ehrendoktorwürde der Technischen Hochschule Stuttgart (als Dr.-Ing. E.h.)

## Schriften
- Das Kraftwerk und das Maschinenbaulaboratorium. In: Die Großherzogliche Technische Hochschule zu Darmstadt 1896-1908. Festschrift zur Feier der Eröffnung der Erweiterungsbauten am 23. Juli 1908. Darmstadt 1908, S. 73–92.
- Die Dampfmaschine. (drei Bände) Julius Springer, Berlin 1928.